# Sirkka Polkunen
Sirkka Tellervo Polkunen (Jyväskylä, 6 novembre 1927 – Laukaa, 28 settembre 2014) è stata una fondista finlandese.

## Biografia
Ha vinto la medaglia d'oro olimpica nello sci di fondo alle Olimpiadi invernali 1956 svoltesi a Cortina d'Ampezzo nella gara di staffetta femminile.
Ha partecipato anche alle Olimpiadi invernali 1952.
Ai campionati mondiali di sci nordico 1954 ha conquistato la medaglia d'argento, sempre nella gara a staffetta.